# Južno-Kuril'sk
Južno-Kuril'sk (in russo Южно-Курильск?; prima del 1946 Furukamappu in giapponese 古釜布?) è un insediamento di tipo urbano della Russia asiatica situato nell'Estremo Oriente Russo, nell'oblast' di Sachalin. È il centro amministrativo del distretto Južno-Kuril'skij.
Si trova sull'isola di Kunašir (nel sud delle isole Curili), su un promontorio sulla costa orientale dell'isola. Dista 550 km (in linea d'aria) a sud-est di Južno-Sachalinsk, il capoluogo dell'oblast'.